# Tordenskioldsparken
Tordenskioldsparken er en park i Midtbyen i Trondheim, afgrænset af Kongens gate mod nord, Trondhjems Provincialloge mod øst, Vår Frue Strete mod syd og Vår Frue gate mod vest. Vår Frue kirke ligger langs Kongens gate, og både "Tordenskioldsparken" og Vår Frue park bruges som navne for hele parkområdet omkring kirken.
Parkområdet var oprindeligt en del af Vår Frue kirkegård fra middelalderen og frem til den gik ud af brug i løbet af første halvdel af 1800-tallet. I 1850 blev Vår Frue gate anlagt over den østlige del mod Kongens gate, og området blev frigivet til parkanlæg. I denne østlige del af kirkegården, øst for Vår Frue gate, blev der i 1876 opstillet en statue af Peter Wessel Tordenskiold, som gav parken sit navn.  Statuen blev udført af den danske billedhugger Herman Wilhelm Bissen og er en pendant til statuen af Tordenskjold udenfor Holmens Kirke i København.
I 1830 blev der oprettet et erstatningsareal for Vår Frue kirkegård på den sydvestlige del af Domkirkegården, og i 1884 blev kirkegården officielt nedlagt. I 1951 blev statuen af Tordenskiold flyttet til vestsiden af kirken for at give plads til en musikpavillon. I 2016 blev hele området øst for Vår Frue gate åbnet som et mindesmærke for ofrene for 22. juli 2011, under navnet Terra Incognita, udformet af kunstnerne Anders Krüger og Marianne Levinsen.